# Synthèse de Gattermann
La synthèse de Gattermann est une méthode de synthèse d'aldéhydes phénoliques par traitement de composés aromatiques par le chlorure d'hydrogène et le cyanure d'hydrogène (ou tout autre cyanure métallique, comme le cyanure de zinc) catalysé par un acide de Lewis :